# Praia do Carvalho
Praia do Carvalho
A Praia do Carvalho é uma praia situada na freguesia de Lagoa e Carvoeiro, pertencente ao município de Lagoa (Algarve).
Conhecida por ser uma praia tranquila de areias ricas em conchas e águas límpidas e frias, esta praia ofereça aos seus visitantes (maioritariamente estrangeiros) uma fresca sombra na parte da manhã e da tarde, devido às suas altas rochas dispostas quer do lado poente, quer no lado nascente. Possui umas escadas esculpidas na rocha por onde se pode subir até meio da falésia, a cerca de 6 metros de altura, e mergulhar na água.